# ゴアテックス

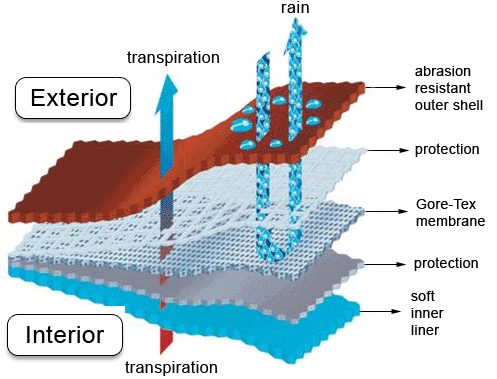
防水透湿性のメカニズム

ゴアテックス (GORE-TEX) は、アメリカのWLゴア&アソシエイツ社が製造販売する防水透湿性素材の商標名。

## 概要

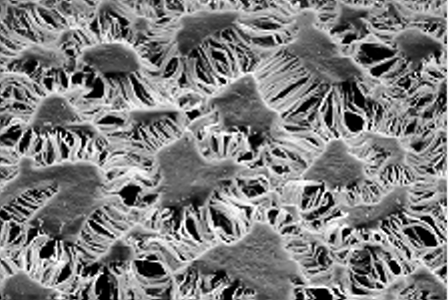
電子顕微鏡で観察したゴアテックス製メンブレン

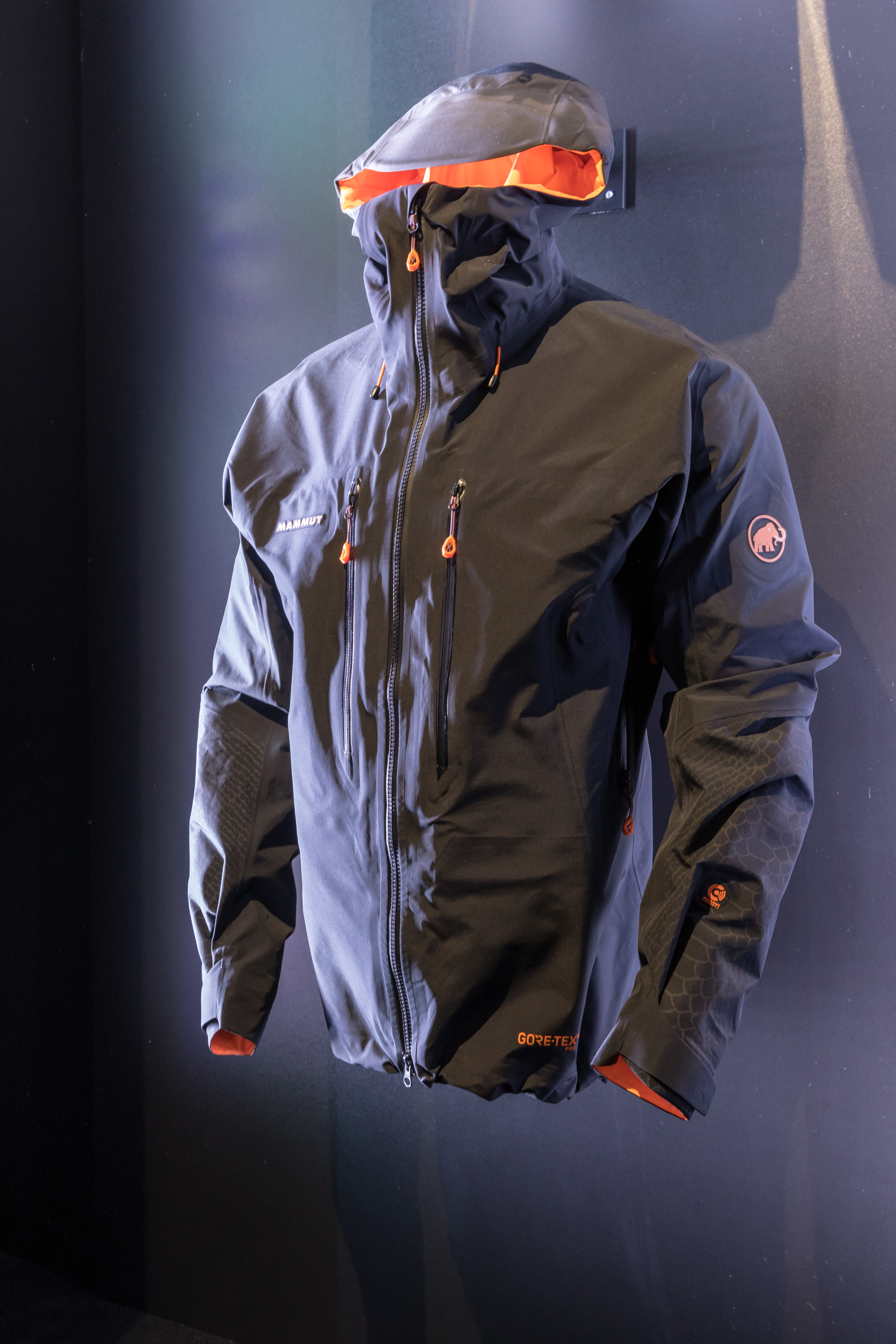
ゴアテックスのレインウェア

ゴアテックスは、ポリテトラフルオロエチレン（PTFE、テフロン）を延伸加工したePTFEフィルムとポリウレタンポリマーを複合化して作る。1969年にボブ・ゴアが、PTFEを用いた低コストなシールテープを作るための実験の中で、押し出しPTFEを急速に大きく延伸させることに成功した。薄いフィルム状のゴアテックス メンブレンは1平方センチメートルに14億個の微細な孔をもつ。その最大の特徴は、防水性と透湿性を両立させていることにある。つまり、水蒸気は通すが雨は通さない。
基本的にはナイロンなどの表生地と裏地でゴアテックス メンブレンをラミネート加工した3層構造（3レイヤー）、裏生地をコーティングした2層構造（2レイヤー）が主流であるがゴアテックス シェイクドライプロダクトテクノロジーなど、ゴアテックス メンブレンを表面に使用した2層構造の生地も存在する。
ゴアテックスメンブレンは水の浸入をブロックするが、表面生地の撥水性が落ちると、表面に水の膜ができてしまい、水蒸気を通しにくくなることで内部が蒸れてしまうため、適切なメンテナンスが必要である。
1976年にBanana Equipment、Marmmot Mountain Works、Ealy Winter LTD.のアウトドアエキップメントにより新素材 GORE-TEX ファブリクスを用いたアウトドアギアや衣料品がプロデュースされたとの記事が掲載されている。
1976年にアメリカの Early Winters 社のテントに採用されて以降、主にアウトドア用品、特にレインウェアなどを中心に多く採用されている。レインウェアは、雨だけではなく風も通さないため、ウインドブレーカーとしても着用できる。

## 製品タグ

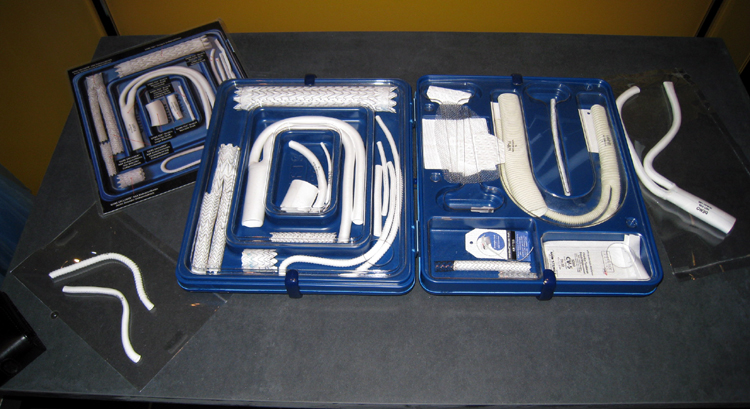
ゴアテックス製の医療用素材

ゴアテックス製品にはすべて、黒いハングタグがつけられる。これは厳しい品質基準によって作られた品質保証の証しである。ハングタグには、GORE-TEX PRO やGORE-TEX Activeなど、多くの種類がある。
ePTFEを用いた製品は医療分野にも多く展開しており、人工血管や歯科における骨増生のためのメンブレンなどに使用されている。